# Rooilijn

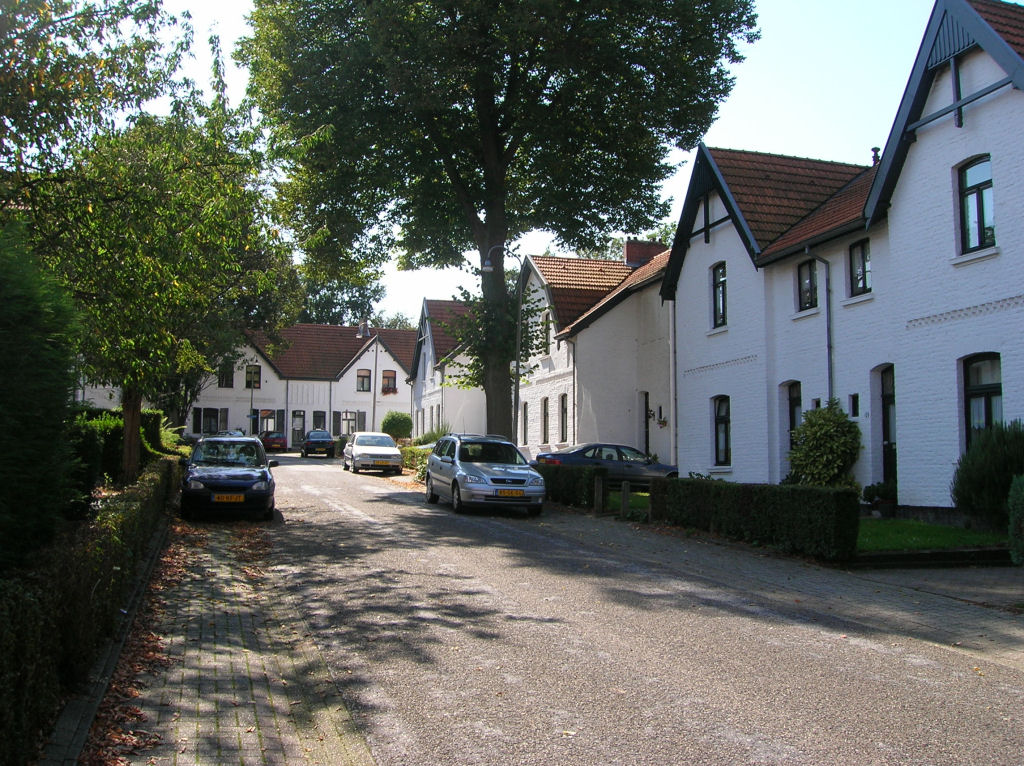
De rooilijn betreft in Nederland de uiterste begrenzing. Ten opzichte van de rooilijn kunnen gevelvlakken wel terug liggen.

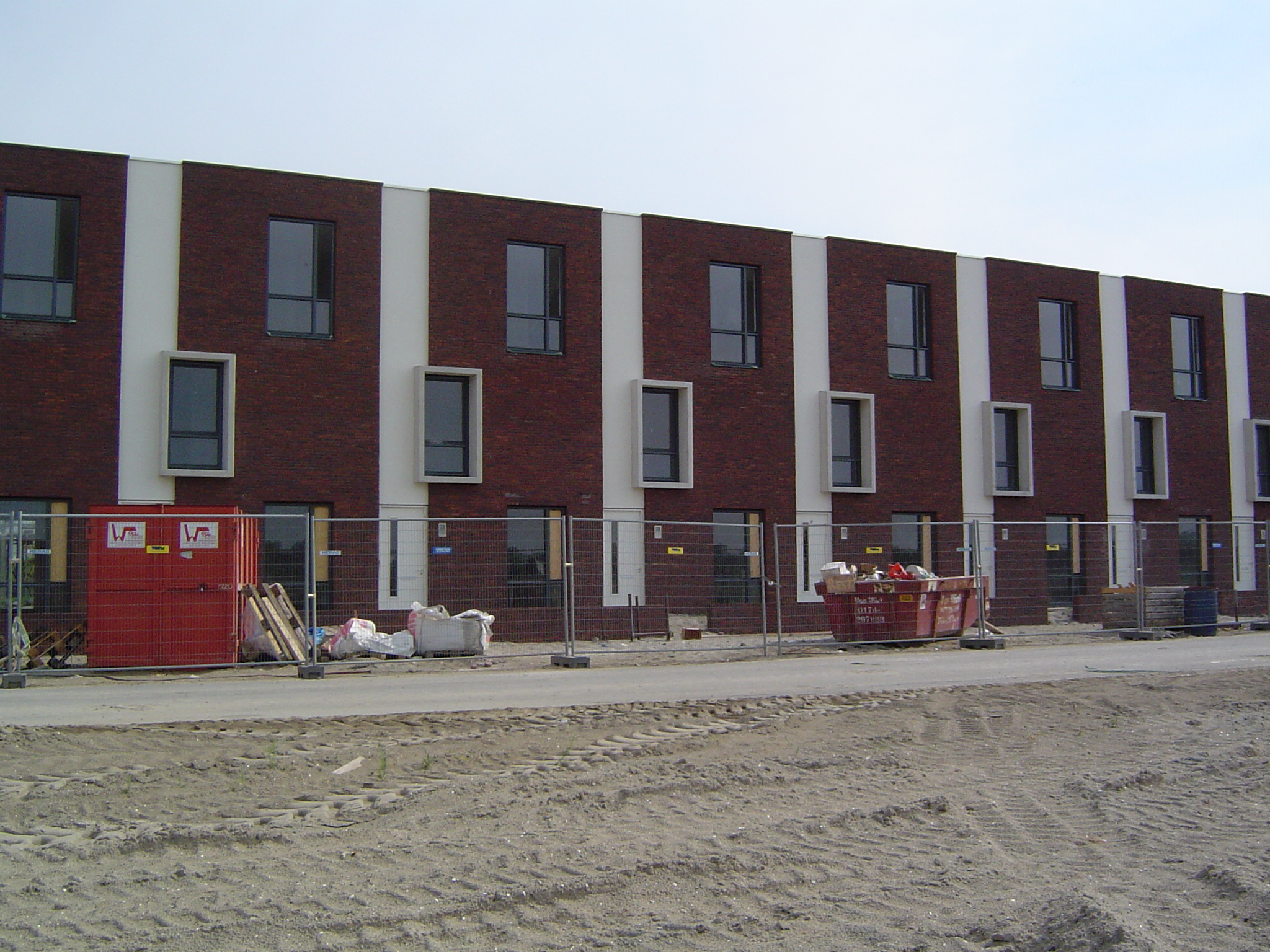
In de praktijk wordt vaak tot op de rooilijn gebouwd. Vandaar dat huizen in Nederlandse nieuwbouwwijken vaak in een strakke lijn staan.

Rooien is het uitzetten van de door de overheid vastgestelde grenzen tussen openbare en private gronden, deze grenzen worden rooilijnen genoemd. 
Net als maximaal toelaatbare bouwvolumes, bouwhoogtes, nokhoogtes en goothoogtes worden rooilijnen aangewend om de ruimtelijke kwaliteit van een gebied te waarborgen.

## Rooilijnen in Nederland
De rooilijn is in Nederland een lijn die bij het bouwen niet overschreden mag worden. Deze lijn wordt door de gemeente bepaald en is vastgelegd in het bestemmingsplan. De voor- en achtergevelrooilijn bepalen de plaats van de voor- en achtergevel van een gebouw. Zaken die de rooilijn overschrijden, zoals luifels, stoepen of bordessen kunnen hierdoor verboden zijn of onder de precariobelasting vallen.

## Rooilijnen in België
Rooilijnen zijn in België een gewestaangelegenheid. Een uitzondering hierop vormen de grenzen met autosnelwegen.
In het Vlaamse Gewest is de rooilijn de huidige of de toekomstige grens tussen de openbare weg en de aangrenzende eigendommen. 
De procedures voor het vastleggen en wijzigen van rooilijnen van gewestwegen in Vlaanderen staan beschreven in het decreet houdende vaststelling en realisatie van de rooilijnen gepubliceerd op 8 mei 2009 in het Belgisch Staatsblad.
De rooilijnen worden in het Vlaamse Gewest vastgelegd in een rooilijnplan. Indien er geen rooilijnplan beschikbaar is, is de rooilijn de bestaande perceelsgrens, of een rooilijn vastgelegd volgens een vroegere wetgeving.
De gemeentelijke rooilijnplannen leggen rooilijnen vast voor de gemeentewegen volgens het decreet houdende de gemeentewegen van 3 mei 2019. Soms wordt een rooilijnplan samen met een ruimtelijk uitvoeringsplan opgesteld.
In Vlaanderen is de rooilijn dus niet hetzelfde als de bouwlijn, die aangeeft waar een nieuw op te richten constructie mag geplaatst worden, vaak is er tussen de rooilijn en de bouwlijn nog een open ruimte die wordt gebruikt als een voortuin, een private parkeerplaats of een oprit naar een garage of carport.

## Nutsvoorzieningen
De ligging van de rooilijn is belangrijk bij het uitvoeren van graafwerken. Veel nutsleidingen (van aardgas, water, elektriciteit, e.d.) liggen dicht bij de rooilijn op openbaar terrein, zodat er voor een netaansluiting zo weinig mogelijk hoeft te worden gegraven. Het is dus belangrijk dat, wanneer men zelf graafwerken uitvoert, men niet op openbaar terrein graaft, aangezien dan de kans bestaat dat men een leiding beschadigt. Zonder toestemming van de overheid graven op openbaar domein is dan ook verboden.

Ook bij het maken van een aansluiting is de ligging van de rooilijn van belang. Distributienetbeheerders kunnen met hun aansluitingsleidingen maar een beperkte afstand afleggen van het aftakpunt op de hoofdleiding tot een eventuele meter, aftakdoos of andere installatie.
 
Als het gebouw te ver van de rooilijn afligt kan een netbeheerder vaak eisen dat een meter in een speciaal daarvoor voorziene kast vlak tegen de rooilijn geplaatst wordt. Dit is vooral het geval bij het plaatsen van gasmeters, waarvan de plaats wegens veiligheidsredenen en het voorkomen van drukverlies in de aanvoerleidingen aan strenge criteria onderhevig is.